# Hala Al Turk
Hala Al Turk (ASA-LC: Hallaan Altark‎‎ (em árabe: حلا الترك, حلا الترك)‎; (15 de maio de 2002) é uma cantora bareinita. Fez-se popular quando foi seleccionada para Arabs Got Talent. Posteriormente, assinou com Platinum Records. Seu tema "Nami Wa Jaa 'Ao Qamar" (نامي وجاء القمر) existe como uma canção apesar de se compor em dois temas.
A canção "Feliz, Feliz", que em 2013, Hala registou, tem sido vista mais de cem milhões de vezes em YouTube até mediados de 2015.
Em fevereiro de 2016, anunciou-se que Hala foi nominada por "Favourite Arab Act" de Nickelodeon Kids Choice Awards.

## Discografia[5]
| Tema                                     | Em Árabe       | Duração | Ano  |
| ---------------------------------------- | -------------- | ------- | ---- |
| Amo-te Mamã                              | بنيتي الحبوبة  | 4:01    | 2011 |
| Baba Nezel Maasha feat Mohamed Turk      | بابا نزل معاشه | 4:11    | 2012 |
| Zahgana                                  | زهقانة         | 4:41    | 2012 |
| Jaa Al Qamar (جاء القمر) ft. Aseel Omran | جاء القمر song | 3:05    | 2012 |
| Ya Rab Samehny Ya Rab song               | يارب سامحني    | 3:57    | 2012 |
| Mamlakat El Bahrain                      | مملكة البحرين  | 2:58    | 2013 |
| Feliz Feliz                              | هابي هابي      | 4:26    | 2013 |
| Namy ft. Aseel Omran                     | نامي song      | 2:48    | 2013 |
| Comboio Comboio                          | ترن ترن        | 2:32    | 2014 |
| Viver o Momento                          | canção         | 3:35    | 2015 |
| Ah Ya Qamar (اه ياقمر) ft. Dounia Batma  | آه يا قمر      | 4:40    | 2015 |
| Por que tenho tanto medo                 | 5:11           | 2016    |      |
| Feliz Aniversário Hammad                 | 4:31           | 2017    |      |